# Исход (будущий фильм)
«Исход» (англ. Outcome) — будущая американская чёрная комедия режиссёра Джоны Хилла, написавшего сценарий в соавторстве с Эзрой Вудсом. Главные роли в фильме исполнили Киану Ривз, Джона Хилл, Кэмерон Диас и Мэтт Бомер.
Премьера фильма запланирована на сервисе Apple TV+.

## Сюжет
Фильм рассказывает о стареющем актёре Рифе Хоуке, который уже пять лет не пьёт. Он гордится своими успехами в жизни, взяв отпуск, чтобы построить новый дом. Однако его мир переворачивается с ног на голову, когда он получает звонок от своего адвоката Айры Слитца, который сообщает ему о шантажисте, у которого якобы есть сомнительное видео с Хоуком. Чтобы выяснить личность шантажиста, Риф отправляется заглаживать вину перед всеми, кого он обидел в прошлом.

## В ролях
- Киану Ривз — Риф Хоук
- Джона Хилл — Айра Слитц
- Кэмерон Диас
- Мэтт Бомер
- Сьюзан Луччи
- Дэвид Спейд
- Лаверна Кокс — Вирджиния
- Кайя Гербер

## Производство
В апреле 2023 года стало известно, что компания Apple TV+ приобрела фильм, режиссёром которого станет Джона Хилл, а главную роль в фильме сыграет Киану Ривз, который на тот момент вёл переговоры о съёмках вместе с Хиллом. В январе 2024 года было подтверждено, что Ривз будет сниматься в фильме, а основные съёмки должны начаться в марте 2024 года в Лос-Анджелесе и завершиться в мае. В марте Кэмерон Диас вела переговоры о присоединении к фильму в нераскрытой главной роли. Несколько дней спустя было подтверждено, что Диас подписала контракт на съёмки, а Мэтт Бомер также присоединился к актёрскому составу в нераскрытой роли. Это будет первый совместный фильм Ривза и Диас со времён съёмок в фильме «Чувствуя Миннесоту» (1996).
Основные съёмки начались 20 марта 2024 года, вскоре после окончания производства комедийного фильма Ривза и Азиза Ансари «Удача».